# 上丞增二
HD 23089，又名BD+62 604，SAO 12891、HR 1129，是一颗鹿豹座的恒星，视星等为4.8，位于銀經141.1，銀緯6.81，其B1900.0坐标为赤經3h 37m 17.3s，赤緯+63° 6.81′ 46″。